# Synagoga Klausowa w Pradze
Synagoga Klausowa w Pradze (cz. Klausová synagoga v Praze, niem. Klausen-Synagoge) – synagoga znajdująca się w Pradze, stolicy Czech, przy ulicy U Starého hřbitova 3a, tuż obok starego cmentarza żydowskiego.
Synagoga została zbudowana w latach 1689–1694 z inicjatywy Salamouna Chalisza Kohena. Stanęła ona na miejscu trzech małych budynków zwanych klausami (niem. Klaus, jid. ‏קלויז‎ klojz, łac. claustrum; stąd przymiotnik klausowy), które mieściły synagogę, mykwę oraz szkółkę talmudyczną. W latach 1883–1884 została przebudowana według planów architekta Bedřicha Münzbergera. Przez wiele lat w synagodze modlili się wyłącznie członkowie praskiego Bractwa Pogrzebowego - Chewra Kadisza.

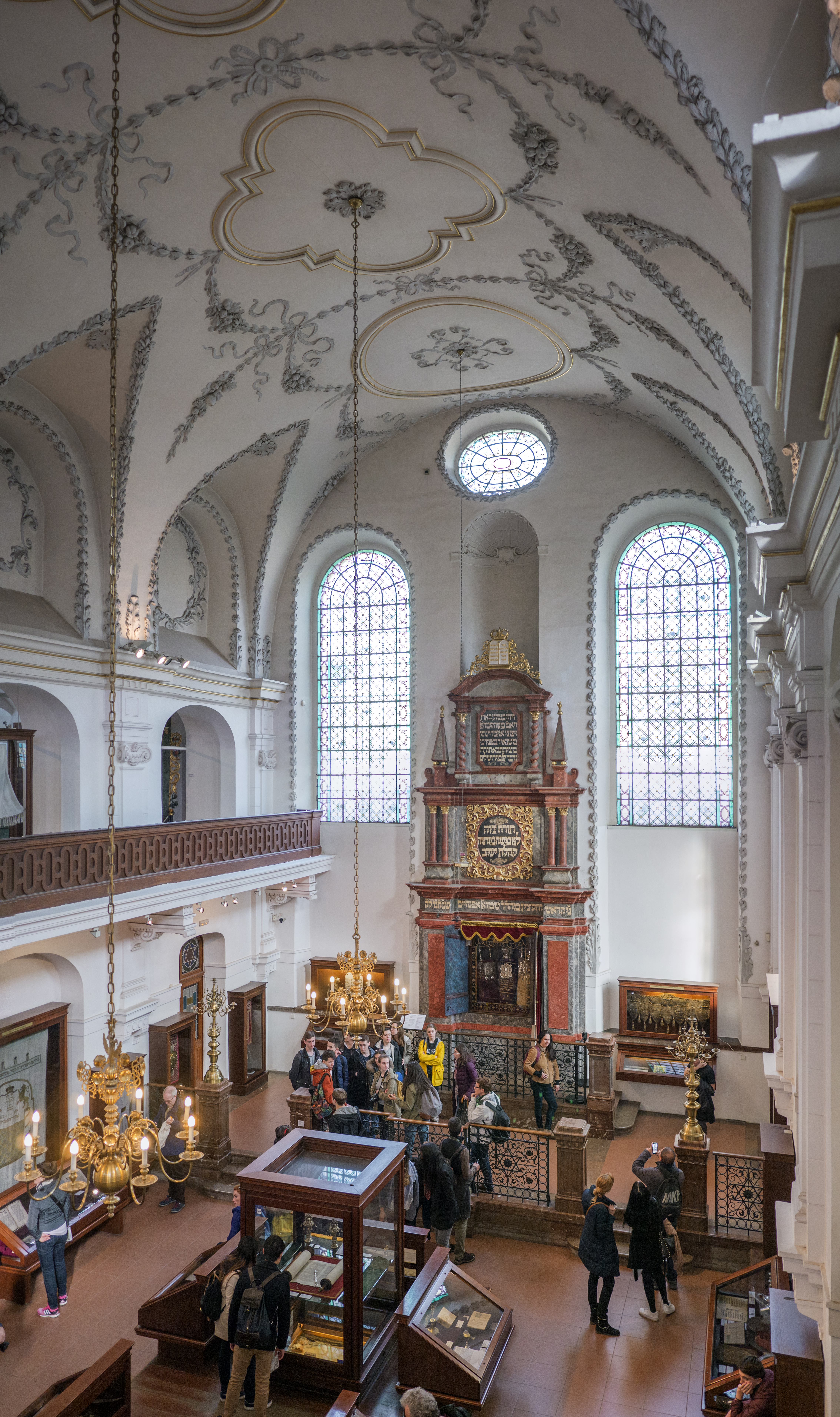
Wnętrze synagogi

Po zakończeniu wojny synagoga przechodziła kilkanaście znaczących remontów w latach: 1960, 1979–1981, 1982 oraz 1995–1996.  
Od 1983 roku synagoga jest częścią Muzeum Żydowskiego. Znajduje się w niej podzielona na dwie części stała wystawa „Tradycje i obyczaje żydowskie, część I”. Pierwsza część znajduje się w nawie głównej i prezentuje eksponaty związane ze znaczeniem synagogi i poszczególnych świąt żydowskich. Druga część jest umieszczona na krużgankach i prezentuje eksponaty związane z życiem codziennym żydowskiej rodziny i obyczaje związane z narodzinami, obrzezaniem, bar micwą, ślubem, rozwodem i żydowskim gospodarstwem domowym.